# Pigerne på taget
Pigerne på taget er en svensk dramafilm fra 1989 instrueret af Carl-Gustaf Nykvist. I filmen medvirker blandt andre Amanda Ooms, Helena Bergström og Stellan Skarsgård.

## Handling
Året er 1914. Den unge Linnea kommer til Stockholm for at arbejde som butiksmedhjælper. Hun lejer et lille loftsværelse, der støder op til et forladt fotoatelier. En dag flytter fotografen Anna ind i atelieret. Anna bærer på en skræmmende hemmelighed, og mødet med hende forandrer Linneas liv, fra et traditionelt kvindeliv, til et liv med ukendt frihed og sensualitet.

## Medvirkende (i udvalg)
- Amanda Ooms som Linnea
- Helena Bergström som Anna
- Stellan Skarsgård som Willy
- Percy Brandt som Fischer
- Leif Andrée som Oskar
- Stig Ossian Ericson som pastor
- Ulla Sallert som ledsager